# Kangwŏn
Le Kangwŏn (en coréen : 강원도, Kangwŏndo, /kaŋ.wʌn.do/) est une province de la Corée du Nord, située au sud-est du pays, et longeant la province sud-coréenne de Gangwon sur sa frontière sud. Sa capitale est la ville de Wŏnsan.

## Histoire

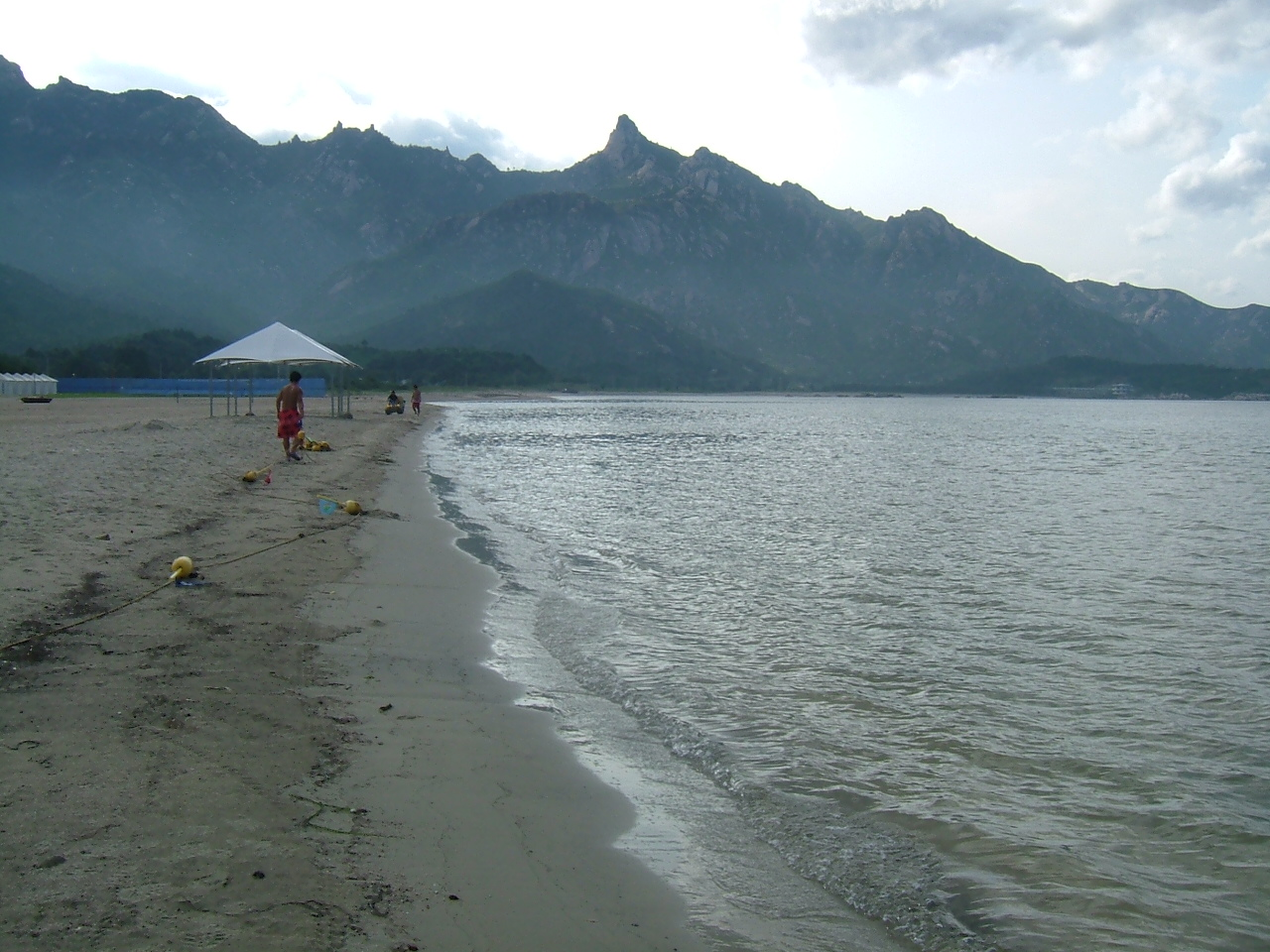
Une plage devant les monts Kumgang

Le Kangwŏn était l'une des huit provinces du temps de la dynastie Joseon. Créée en 1395, elle tirait son nom de ses deux principales villes, Gangneung et Wonju. En 1945, la province fut divisée, la portion au nord du 38e parallèle se retrouvant dans la zone d'occupation soviétique et la partie sud dans la zone américaine. En 1946, ce Kangwŏn du Nord fut agrandi par la partie du Gyeonggi sous contrôle nord-coréen et par la partie du Hamgyŏng du Sud située près de Wŏnsan. Wŏnsan devient donc la nouvelle capitale de la province car les anciennes capitales, Wonju et Chuncheon, étaient situées au sud du 38e parallèle. Lors de l'armistice de 1953 à l'issue de la guerre de Corée, sa frontière recula un peu vers le nord pour suivre la ligne de démarcation. En 2002, un morceau des arrondissements de Kosong et de Tongchon a été détaché pour former la zone touristique des monts Keumgang.

## Géographie et climat

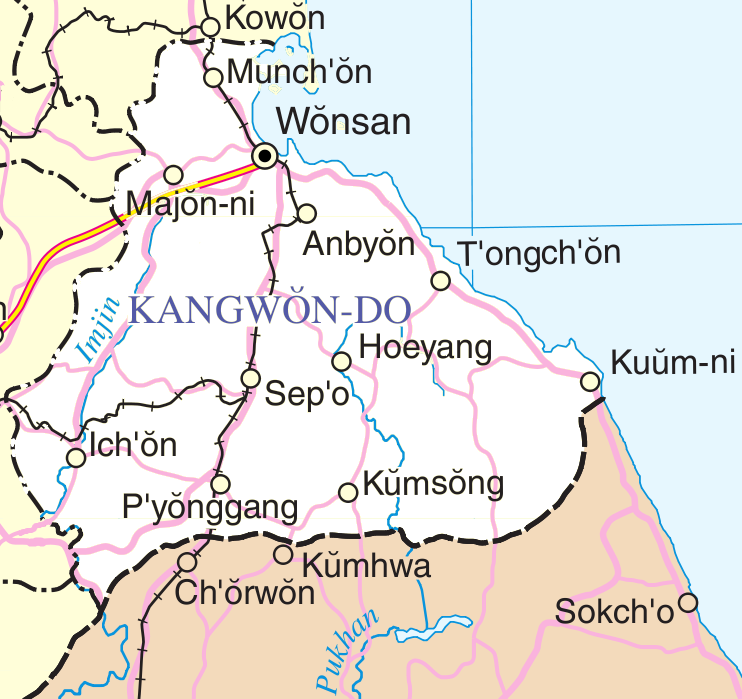
Carte détaillé de la province du Kangwŏn (Corée du Nord)

La province est limitrophe du Hamgyŏng du Sud au nord, du Phyŏngan du Sud et du Hwanghae du Nord à l'ouest et de la ville de Kaesŏng et de la province de Gangwon au sud, cette dernière se trouvant en Corée du Sud.
Elle borde la mer du Japon et est dominée par les monts Taebaek qui longent la mer du nord au sud. Le point culminant de la province se trouve au Kumgangsan (1 638 m), les montagnes de diamants, une  région du pays fortement appréciée pour sa beauté.
| Mois                     | jan. | fév. | mars | avril | mai  | juin | jui.  | août  | sep.  | oct. | nov. | déc. | année   |
| ------------------------ | ---- | ---- | ---- | ----- | ---- | ---- | ----- | ----- | ----- | ---- | ---- | ---- | ------- |
| Température moyenne (°C) | −3,6 | −1,9 | 2,9  | 9,8   | 15,5 | 18,8 | 22,5  | 23,2  | 18,7  | 12,9 | 6    | −0,4 | 10,37   |
| Précipitations (mm)      | 32,6 | 35,2 | 51,2 | 69,3  | 81,8 | 136  | 304,8 | 333,8 | 202,8 | 66,7 | 60,6 | 31,5 | 1 406,3 |

## Économie

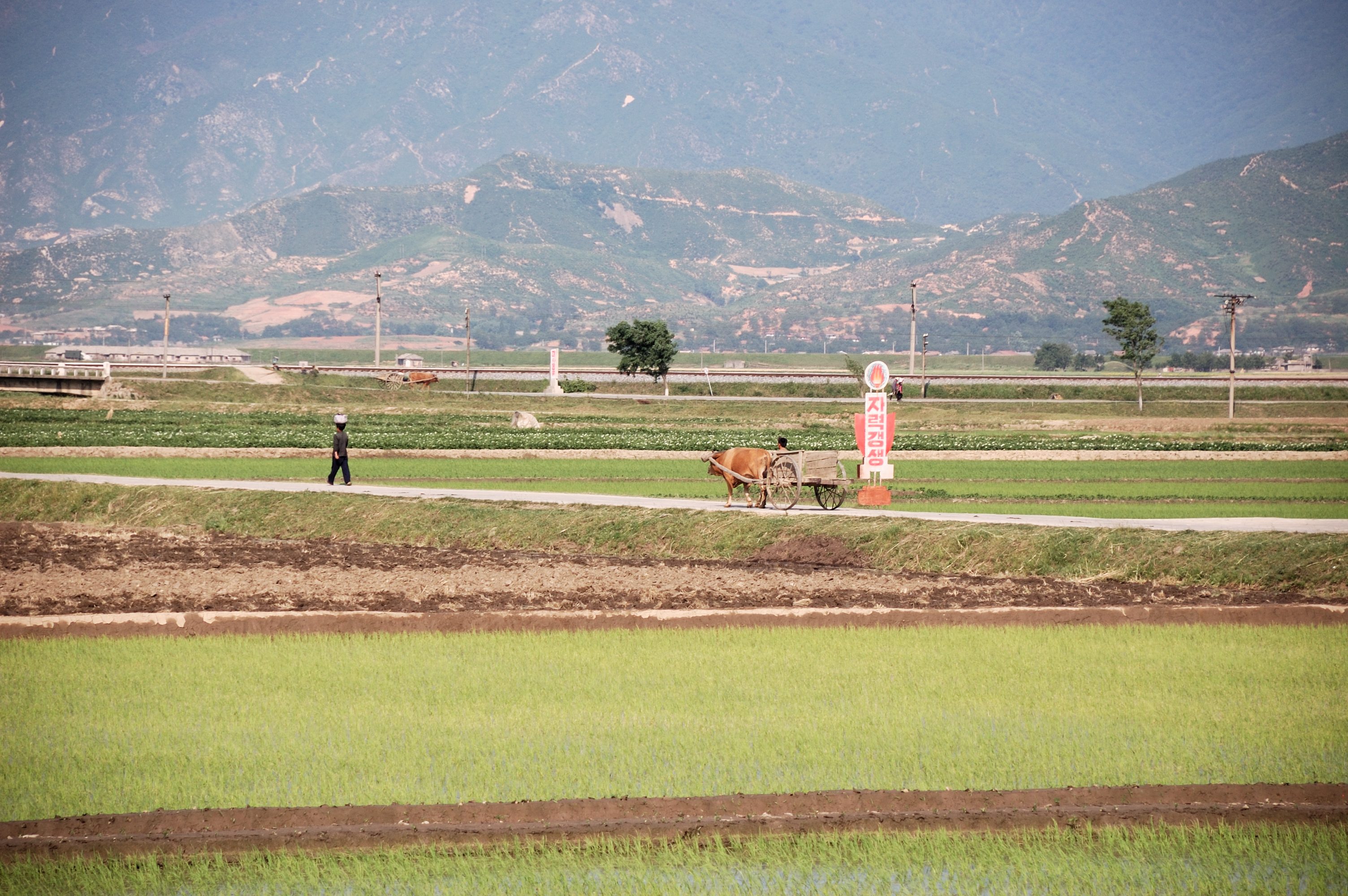
La ferme coopérative de Chonsam dans l’arrondissement d’Anbyon

Les maisons sont essentiellement chauffées au charbon en ville et au bois à la campagne. 744 519 personnes travaillent dont 384 877 hommes et 359 642 femmes. Le secteur primaire (agriculture, pêche) est le plus important, il compte 313 999 employés. L'industrie occupe 132 340 individus, 71 260 personnes travaillent pour l'administration publique et la défense.
180 844 personnes ont fait des études, dont 40 620 se consacrent à l'enseignement et 39 345 à l'agriculture. 26 385 travaillent comme ingénieurs et 16 062 dans le secteur de la santé.
En 1998, à la suite d´une pénurie alimentaire, le comité de défense nationale a organisé le remembrement des rizières qui étaient trop morcelées. Dans le Kangwon, 33 000 hectares ont été réaménagés pour obtenir des parcelles de 2 500 à 5 000 m2.
En 2002, un marais salant a été créé à Yomjon dans l´arrondissement de Chonnae bien que les étés soient très pluvieux.
Au début de 2009, les Centrales de la Jeunesse de Wonsan nouvellement construites ont été mises en service,. Ces centrales hydroélectriques sont alimentées par un barrage sur la rivière Komithan qui a été déviée. Coulant initialement vers la mer Jaune, elle se jette dorénavant dans la mer du Japon. De ce fait, l'accès à l'eau potable a été amélioré. Elle doit aussi résoudre les problèmes d'alimentation en électricité du Kangwon et par ailleurs introduire le chauffage électrique dans les maisons de Wonsan et permettre la pose de réverbères. Auparavant, l´électricité était produite par les Centrales de la Jeunesse d'Anbyon. La centrale Kunmin de Wonsan est actuellement en construction.

## Transports
Il y a trois lignes de chemins de fer qui traversent la province du Kangwŏn dont:
- La Ligne Kangwŏn
- La Ligne Kŭmgangsan ou ligne des montagnes de diamant

## Culture et tourisme

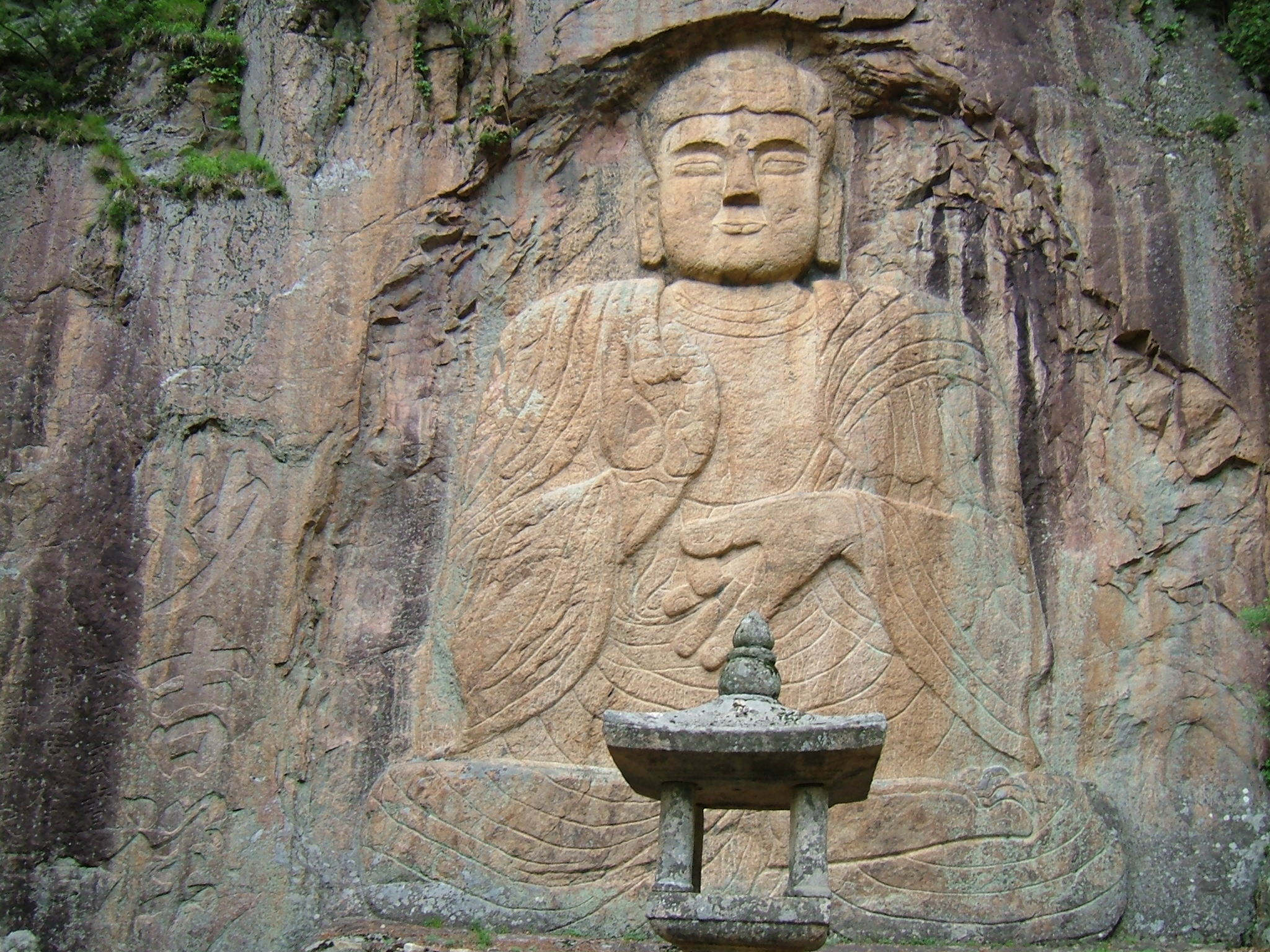
Myogilsang, trésor national n° 102

La province renferme 17 sites de valeur historique exceptionnelle qui ont été classés en tant que trésor national. Ce sont essentiellement des bâtiments (portes, pagodes, statues, pavillons) de temples bouddhistes tels que Chongyangsa, Sogwangsa et Singyesa.
A Naegang, dans l´arrondissement de Kumgang, sur le chemin du temple Phyohun, on trouve deux rochers (Sambul) se faisant face et portant des gravures de Bouddhas datant du milieu de Koryo (918-1392).
Le Mont Chuae (1 528 m) est au centre d'une réserve naturelle.

## Divisions administratives
La province du Kangwon est composée de deux villes (si) et de quinze arrondissements (kun). Les chiffres donnés pour la population sont issus du recensement de 2008.

### Villes
- Wŏnsan (원산시 ; 元山市), 363 127 habitants
- Munchŏn (문천시 ; 文川市), 122 934 hab.

### Arrondissements
- Kosan (고산군 ; 高山郡), 103 579 habitants
- Anbyŏn (안변군 ; 安邊郡), 93 960 hab.
- P'yŏnggang (평강군 ; 平康郡), 90 425 hab.
- T'ongch'ŏn (통천군 ; 通川郡), 89 357 hab.
- Ch'ŏnnae (천내군 ; 川內郡), 85 123 hab.

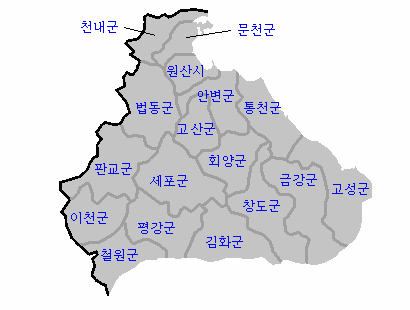
Carte des arrondissements

- Ch'ŏrwŏn (철원군 ; 鐵原郡), 62 418 hab. 
Il correspondait auparavant à la préfecture d'Anhyŏp (안협현 ; 安峽縣). Il ne doit pas être confondu avec le district de Cheorwon qui est situé dans la République de Corée qui s'écrit de la même façon en caractères coréen et chinois.
- Kosŏng (고성군 ; 高城郡), 61 277 hab.
- Sepo (세포군 ; 洗浦郡), 61 113 hab.
- Ichŏn (이천군 ; 伊川郡), 57 563 hab.
- Kimhwa (김화군 ; 金化郡), 56 541 hab.
- Kŭmgang (금강군 ; 金剛郡), 54 211 hab. 
On trouve dans cet arrondissement la retraite monastique de Podok (Hangeul: 보덕암) ainsi qu'une statue de Bouddha excavée dans la paroi de la falaise Miruk (Hangeul: 미륵대).
- Ch'angdo (창도군 ; 昌道郡), 51 319 hab.
- Hoeyang (회양군 ; 淮陽郡), 42 485 hab.
- P'an'gyo (판교군 ; 板橋郡), 47 031
- Pŏptong (법동군 ; 法洞郡), 35 119 hab.